# Göran Burenhult
Lars Göran Henrik Burenhult, född 29 maj 1942 i Malmö, död 7 augusti 2023 i Häglinge distrikt, var en svensk arkeolog och fotograf. Han disputerade 1980 vid Stockholms universitet och blev följande år biträdande professor i arkeologi där. År 1996 blev han professor och var därefter till sin pensionering främst verksam vid Högskolan på Gotland där han samarbetade med Inger Österholm om utgrävningarna på Ajvideboplatsen.
Burenhult studerade arkeologi vid Lunds universitet och tog där en fil. kand.-examen 1969. År 1970 engagerades han som arkeolog på Malmö museum. Där fick han överta ledningen för utgrävningen av en stor långdös i Fosie. I början av 1970-talet arbetade Burenhult intensivt med hällristningar från bronsåldern, bl.a. de skånska förekomsterna. Hällarna tvättades och infärgades genom avstrykningsteknik varvid ristningarna framträdde tydligt. De på detta sätt uppmätta ristningarna publicerades i doktorsavhandlingen The Rock Carvings of Götaland II.
År 1980 startade han, tillsammans med Lars Larsson och Sven Rosborn, projekt ”Forntid i nutid” i Skånes djurpark. Under det tidiga 1980-talet förestod han även RAGU, Riksantikvarieämbetets Gotlandsundersökningar.
Burenhult skrev de mest använda läroböckerna i arkeologi vid svenska universitet från 80-talets mitt och framåt, trebandsverket Arkeologi i Sverige (1982–84) och tvåbandsverket Arkeologi i Norden (1999–2000). Han var också känd som en av svensk arkeologis främsta förespråkare för etnoarkeologiska metoder vilka han presenterade bland annat inom ramen för flera TV-produktioner. Mot slutet av sitt liv engagerade han sig som opinionsbildare i diet- och livsstilsfrågor, och mötte då kritik från kollegor som fann hans åsikter biologistiska.